# Sopot Kamienny Potok
Sopot Kamienny Potok – przystanek Szybkiej Kolei Miejskiej, leżący w dzielnicy Kamienny Potok.

## Ruch pasażerski
| Rok  | Wymiana pasażerska na dobę |
| ---- | -------------------------- |
| 2017 | 4 000-5 000                |
| 2022 | 6 000-8 000                |

## Opis
Przystanek posiada jedno wejście podziemne obsługujące wyłącznie ruch pieszy i rowerowy, będące częścią deptaku, który łączy Al. Niepodległości z ul. Kujawską. Na samym peronie znajdują się kasowniki i tablice informacyjne z rozkładem jazdy SKM dla przystanku Sopot Kamienny Potok. Przystanek SKM jest początkiem turystycznych szlaków Kartuskiego i Skarszewskiego.
Na początku XXI wieku przystąpiono do generalnego remontu peronu. Rozebrano przejście naziemne, będące w złym stanie technicznym i zastąpiono je podziemnym. Ponadto przedłużono peron w kierunku Gdyni, położono kostkę brukową i wybudowano nową wiatę przystankową.

## Galeria

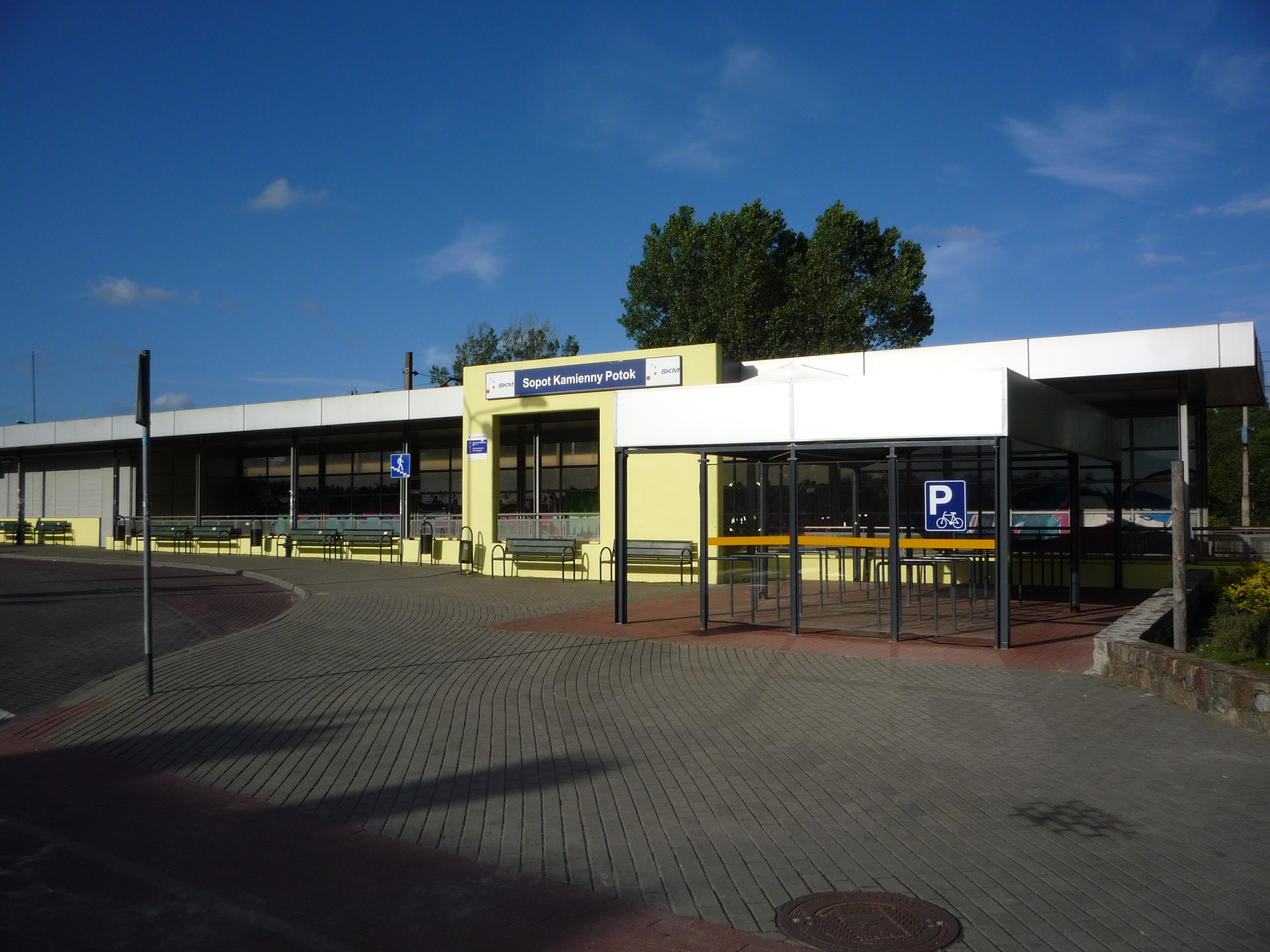
Widok na dojście do przystanku od ul. Łowickiej wraz z pętlą autobusową oraz parkingiem samochodowym i rowerowym.
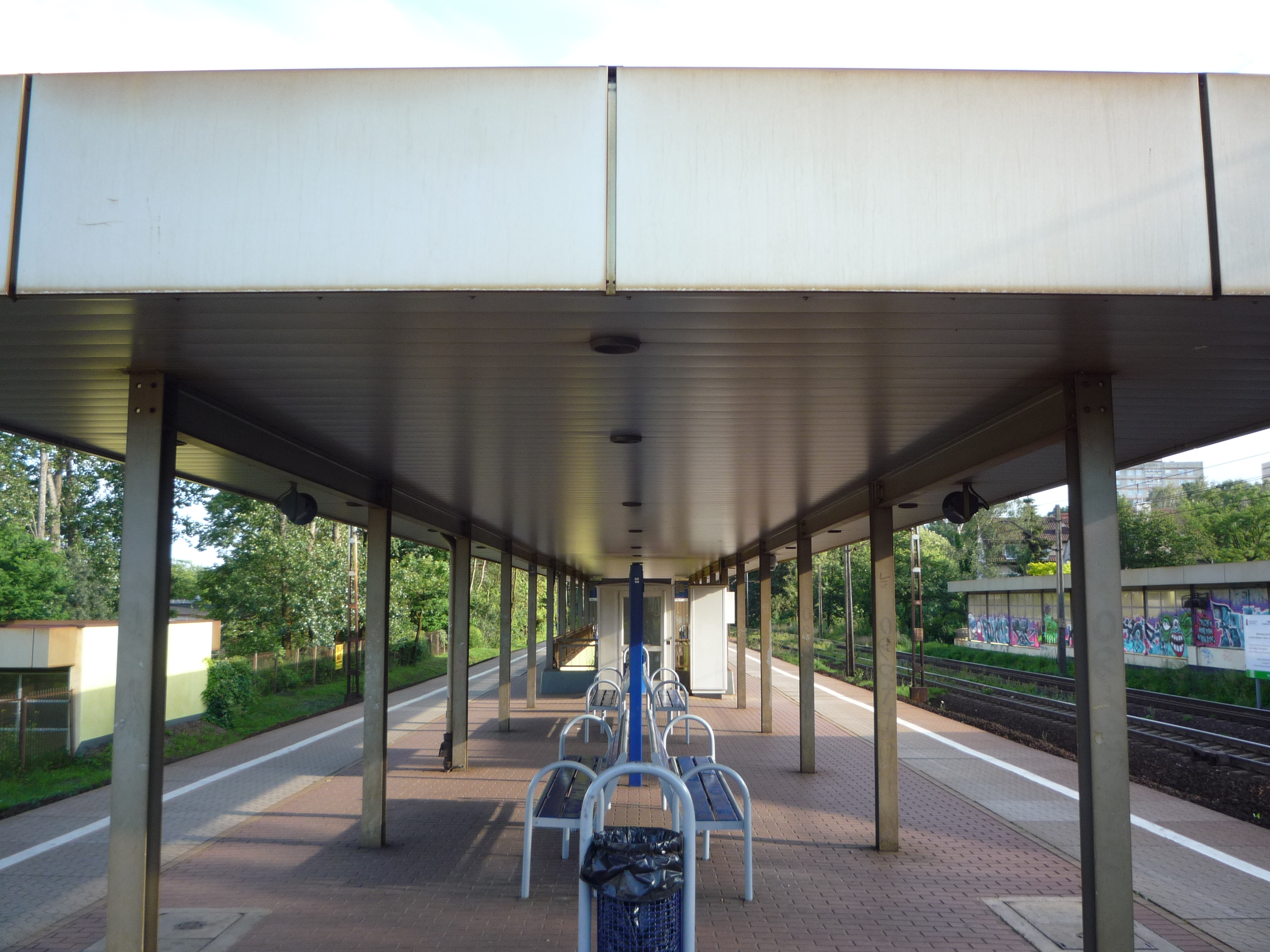
Wiata na peronie.
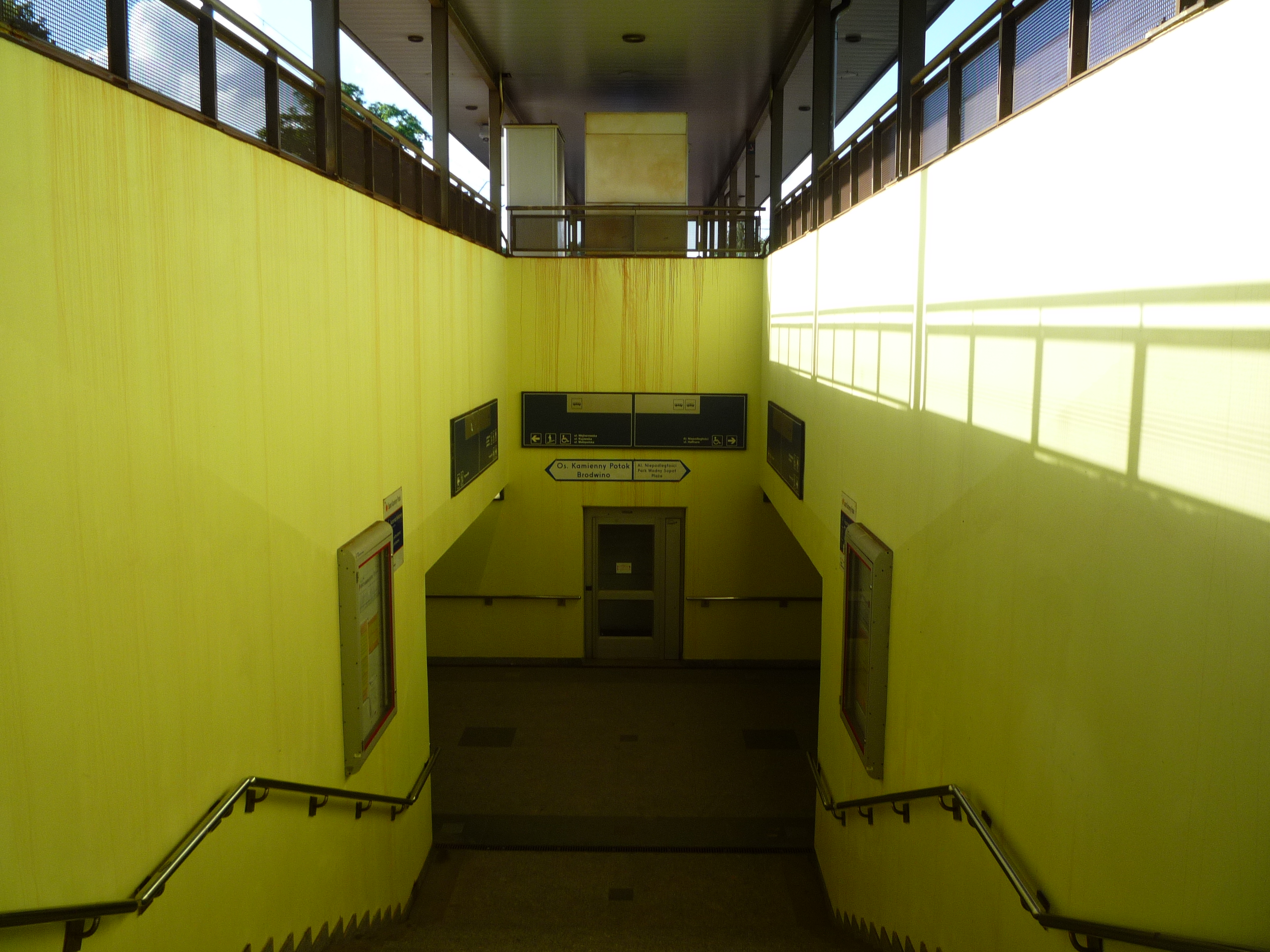
Schody łączące peron z przejściem podziemnym.
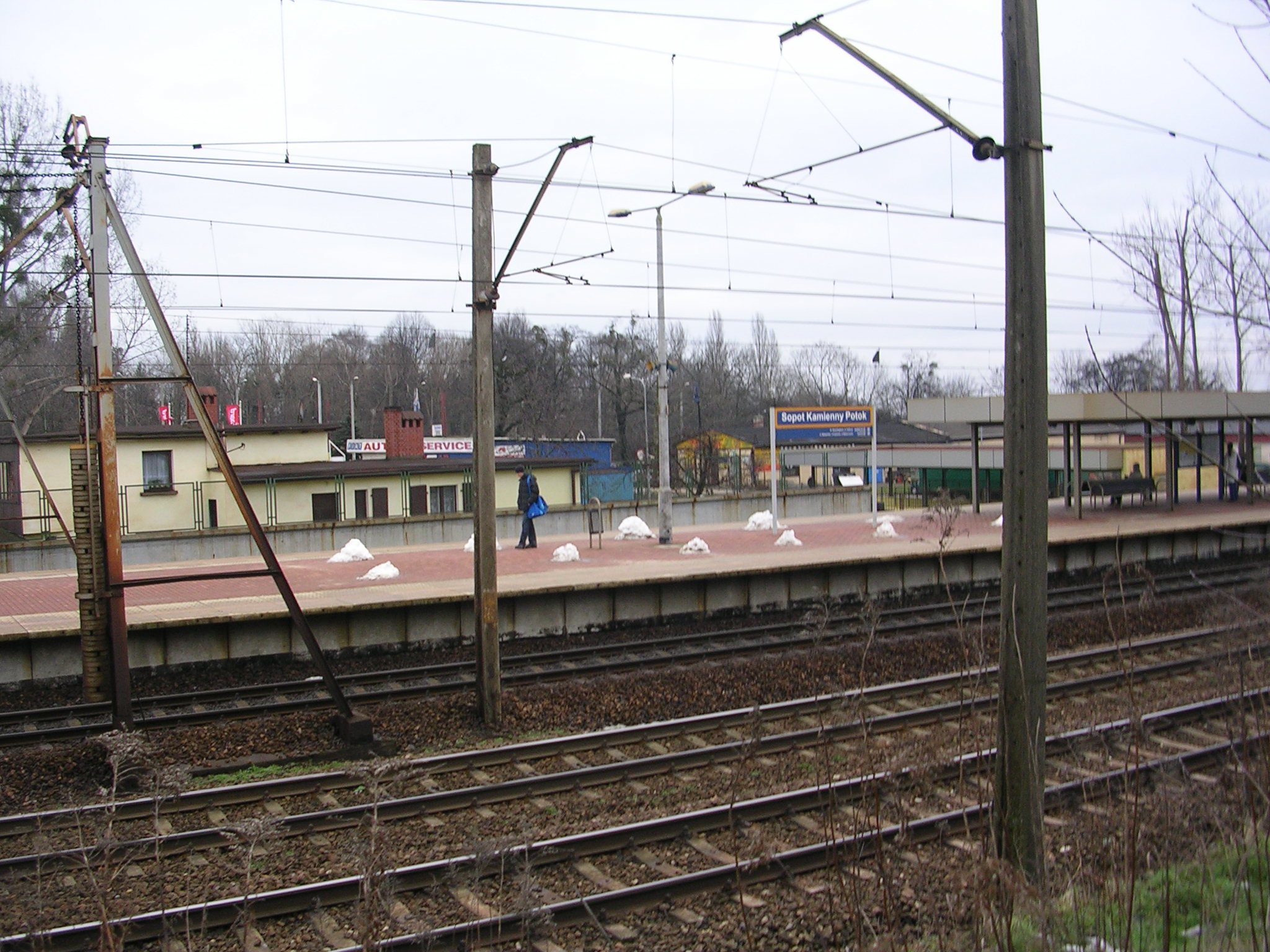
Widok na peron w kierunku Gdańska.